# Zé Manuel
Zé Manuel, właśc. José Manuel Silva Oliveira (ur. 23 października 1990 w Bradze) – portugalski piłkarz występujący na pozycji pomocnika lub napastnika w Rio Ave FC.

## Kariera klubowa
Wychowanek amatorskiego klubu CCT Nogueirense z rodzinnego miasta Braga. Następnie trenował w Merelinense FC, gdzie w 2008 roku rozpoczął karierę na poziomie seniorskim, zaliczając 7 występów w Segunda Divisão. W tym samym roku przeniósł się do SC Braga, gdzie został włączony do składu zespołu U-19. 24 maja 2009 zaliczył jedyny w barwach tego klubu mecz w Primeira Liga w zremisowanym 1:1 spotkaniu przeciwko FC Porto, wchodząc na boisko w 88. minucie za Matheusa. W latach 2009–2013 terminował on na wypożyczeniach do trzecioligowych klubów Merelinense FC, FC Vizela, CD Cinfães oraz występował w zespole rezerw SC Braga (Segunda Liga).
W połowie 2013 roku odszedł do Boavista FC (Segunda Divisão). Klub wówczas posiadał decyzję administracyjną FPF, nakazującą przywrócenie go do portugalskiej ekstraklasy, począwszy od sezonu 2014/15. Łącznie w barwach Boavisty Zé Manuel rozegrał 91 meczów i zdobył 17 bramek. Latem 2016 roku jako wolny agent podpisał pięcioletni kontrakt z FC Porto, prowadzonym przez Nuno Espírito Santo. Z powodu niewielkiej szansy na grę w pierwszym zespole, został po przybyciu do klubu wypożyczony na jeden sezon do Vitórii Setúbal, gdzie zanotował 28 ligowych spotkań i zdobył 2 gole. W sierpniu 2017 roku na zasadzie rocznego wypożyczenia przeniósł się do Wisły Kraków prowadzonej przez Kiko Ramíreza. 12 sierpnia zadebiutował w Ekstraklasie w wygranym 2:1 meczu przeciwko Cracovii. W rundzie jesiennej sezonu 2017/18 zaliczył 7 występów. W styczniu 2018 roku opuścił Wisłę i został wypożyczony do końca sezonu do CD Feirense, dla którego rozegrał 4 ligowe mecze.
W lipcu 2018 roku, nie zaliczając żadnego występu, rozwiązał swój kontrakt z FC Porto i podpisał dwuletnią umowę z beniaminkiem Primeira Liga CD Santa Clara.

## Kariera reprezentacyjna
W latach 2007–2008 rozegrał 4 mecze w reprezentacji Portugalii U-18.

## Życie prywatne
Jego brat Hugo Filipe Silva Oliveira (ur. 1989) również jest piłkarzem.